# 抚顺交通
截至2019年末，抚顺市公路总里程6911.4公里，其中高速公路330.1公里。全年公路货运量5761万吨，货物周转量1277295万吨公里。公路客运量1965万人,下降1.6%。旅客周转量105248万人公里，下降1.9%。全市有公共汽车线路79条，长途客运线路387条。民用汽车拥有量26.2万辆。拥有新（清洁）能源公交车1007辆。全市出租汽车巡游车4942台，全年更新巡游车745台；长途载客汽车1359辆，载货汽车19035辆。

抚顺交通位置示意图

## 航空
沈阳桃仙国际机场距离抚顺市中心40公里。沈阳桃仙国际机场共有三座航站楼，设计年旅客吞吐量2500万人次，货邮吞吐量42万吨，其中T1航站楼建筑面积1.6万平方米，设计年旅客吞吐量为180万人次；T2航站楼建筑面积为7万多平方米，设计年旅客吞吐量为606万人次；T3航站楼建筑面积24.8万平方米，设计年旅客吞吐量为1750万人次，现时，该机场三座航站楼总建筑面积为约33.4万平方米，设计年旅客吞吐量为2536万人次。2017年，机场旅客吞吐量为1734万人次，同比增长了15.9%，安全保障飞机起降12.65万架次，同比增长10.8%。截至2017年2月，桃仙国际机场的单日最高吞吐量为53371人次。
| 线路             | 机场发车时间 | 机场发车频次         | 机场发车站点 | 市内发车时间 | 市内发车频次        | 市内发车站点                                                                           | 票价                     | 运行时间 | 运行里程 |
| ---------------- | ------------ | -------------------- | --- | ------------ | ------------------- | -------------------------------------------------------------------------------------- | ------------------------ | -------- | -------- |
| 机场巴士抚顺线   | 08:30-01:30  | 每小时一班，半点发车 | 桃仙机场->沈阳工学院->石化大学->光明街北->海城街->大官屯->抚顺万达城市候机楼                                                   | 06:00-18:30  | 每小时一班          | 抚顺万达城市候机楼->桃仙机场                                                           | 33.5元                   | 60分钟   | 69公里   |
| 抚顺空港城际快线 | 07:30-02:30  | 每小时一班，半点发车 | 桃仙机场（机场客运站北100米、大客A区的停车场处）->望花区营口路长客分站->中央大街雷锋号北门出站口->顺城区河东长途汽车中心客运站 | 06:00-17:30  | 每小时一班,半点发车 | 顺城区河东长途汽车中心客运站->中央大街雷锋号北门出站口->望花区营口路长客分站->桃仙机场 | 30元（往返一个月内有效） |          |          |

## 铁路

### 高速铁路
在建中的沈白客运专线预计将途经抚顺北站，该线路连接辽宁省沈阳市与吉林省延边朝鲜族自治州，届时抚顺北站将接入高铁列车。

### 普速铁路
因沈白客专工程需要，截至2024年6月，抚顺市区仅有抚顺北站办理普速列车客运业务，每日仅有K95/96，K337/338，K971/972，K7333/7334，K7425/7426共5对普速列车途经该站。

### 沈抚城际铁路
2009年7月至2017年9月间，沈阳与抚顺之间曾以沈抚城际铁路为基础开行城际铁路列车，该线路是辽宁省开通的第一条城际铁路，全长61公里，设计时速每小时120公里。
2017年9月21日，沈抚城际动车停运，仅沈阳站、抚顺北站保留跨线普速列车经停，其余车站及乘降所均不办理客运及售票业务。

## 公交

### 抚顺市内公交
抚顺市共有81条常规公交线路，其中1路-89路及城乡一号线共65条线路（不含支线）由抚顺市公共交通有限公司运营，101路-115路共11条线路由抚顺市沈抚新城公交巴士有限公司运营，601路-605路（不含支线）共5条线路由抚顺市恒信客运有限公司运营，运营范围包括抚顺市及沈抚示范区。
大部分公交线路实行1元一票制（70路为2元一票制、80路与城乡一号线为1-2元分段计价），不设空调票价。全部线路可使用现金、抚顺城市一卡通、交通联合制式的异地公交卡及部分City Union制式（如沈阳盛京通City Union制式，灰色卡面的普通消费卡）的异地公交卡支付车资。
除特定线路外，持A卡普通卡及异地卡刷卡乘车时享受票价9折优惠（即0.9元/次，79路除外）；持B卡专线公交卡乘坐指定线路时首次刷卡享受8折优惠，再次刷卡享受9折优惠，乘坐其它线路不打折；学生卡享受指定线路首次刷卡票价4折，再次刷卡9折的优惠；60-69岁老年人可持有敬老卡，享受票价5折优惠；70岁及以上老年人持老年卡可享受免费乘车。
电子支付方面，抚顺公汽及恒信客运所运营线路可使用支付宝乘车码、微信乘车码及云闪付乘车码支付车资，沈抚新城巴士下属线路仅可使用微信乘车码支付车资。

### 抚顺公交与沈阳公交的接驳
沈阳公交部分进入沈抚示范区运营的线路可与抚顺公交进行无缝换乘。
其中，沈阳155路支线公交车可在金枫街香堤路站与抚顺公交112路进行无缝换乘；沈阳384路可在何氏医学院中心校区站下车后步行至高湾公交枢纽站换乘抚顺公交103路和104路；沈阳385路可在皇家极地海洋世界站与抚顺公交37路、79路、89路、102路等线路实现无缝换乘；沈阳386路可在方大总医院站与抚顺公交112路实现无缝换乘。

### 有轨电车及与抚顺公交的换乘
2013年8月31日，沈阳有轨电车5号线开通运营时即接入沈抚新城区域，设置沈抚新城终点站（现玄莬郡遗址公园站），随后抚顺市沈抚新城公交巴士有限公司的107路和108路延伸至沈抚新城站附近的“轻轨同城站”站位停靠，以便乘客在抚顺与沈阳之间进行换乘。
2019年，有轨电车5号线东延线（规划馆至李石寨）开始建设，并于2021年2月3日开通运营，沈抚新城巴士及抚顺市公共交通总公司随即对有轨电车接驳地区的线路及车站进行调整，以便乘客在有轨电车及抚顺公交之间接驳。
其中，54路、102路及109路设置“李石街北”站位接驳李石寨有轨电车站，108路及线网重整后新设置的113路设置“汇置城”站接驳中金公元启城有轨电车站，同时沈抚新城巴士下辖线路不再绕行至玄莬郡遗址公园站附近停靠。

### 沈抚城际公交
由于沈阳、抚顺两座城的市区距离很近，且两市交流十分紧密，两市的城际客运十分繁忙。2007年1月，抚顺长途客运有限公司与沈阳喜来多客运公司合股组建的辽宁城际客运有限公司被辽宁省运管局许可为市际班车客运企业，运营沈阳-抚顺之间的“雷锋号”城际公交线路。 2007年5月1日，公交化运营的“雷锋号”正式投入运营，初期开设了3条线路，票价9元。 2010年9月15日起，“雷锋号”改为无人售票，日均运送旅客已达1.6万人以上。 目前雷锋号有多条线路运营，沈阳的主要站点包括沈阳站、沈阳北站、龙之梦枢纽站、珠林桥、马关桥、农业大学、东陵公园、世博园等。抚顺的主要站点包括抚顺南站、石化大学、第七百货、海城街、大官屯等，现行票价15元。
| 沈抚城际线路 | 抚顺始发站   | 运营时间   | 沈阳始发站   | 运营时间   | 中途站 |
| ------------ | ------------ | ---------- | ------------ | ---------- | --- |
| 1号线        | 抚顺南站     | 5:40-20:00 | 沈阳站       | 5:50-22:20 | 三道街、大官屯、海城街、石油研究院、七百商场、石化大学、八纬路、三宝屯、李石开发区、沈阳农业大学、马官桥、榆树屯、保利花园、二〇五、二〇一、珠林桥、皇寺广场、三洞桥、北四马路                                                             |
| 2号线        | 抚顺南站     | 6:20-17:00 | 沈阳站       | 6:20-18:00 | 三道街、大官屯、海城街、石油研究院、七百商场、石化大学、紫龙商场、高湾区政府、皇家极地海洋世界、世博园南门、奥林匹克花园、东陵公园、沈阳农业大学、马官桥、榆树屯、保利花园、二〇五、二〇一、珠林桥、小津桥、市中法、北市场、西塔、北四马路 |
| 3号线        | 抚顺南站     | 5:35-18:00 | 沈阳北站     | 5:50-20:30 | 三道街、大官屯、海城街、石油研究院、七百商场、石化大学、紫龙商场、高湾区政府、皇家极地海洋世界、世博园南门、奥林匹克花园、东陵公园、沈阳农业大学、马官桥、榆树屯、保利花园、二〇五、二〇一、珠林桥、惠工广场                               |
| 4号线        | 抚顺白云商场 | 6:00-13:30 | 沈阳五爱市场 | 7:20-16:20 | 三道街、大官屯、海城街、石油研究院、七百商场、石化大学、八纬路、三宝屯、李石开发区、沈阳农业大学、马官桥、榆树屯、保利花园、二〇五、二〇一、珠林桥、莲花街、鸿翔宾馆                                                                       |

### 矿区电铁
由抚顺矿业集团负责经营的抚顺电铁系统总长301.9公里，最初仅用作运煤及接送采矿员工上下班，后成为抚顺市居民出行的主要交通工具。2009年7月1日，抚顺电铁正式停止常规客运业务。
2019年9月8日起，抚顺电铁以矿区观光旅游项目旅游列车形式进行了有限恢复，每日开行定班的旅游班次，但该观光旅游列车服务已于2020年1月4日停运，此后再未恢复对外运营。

## 公路

### 公路等级
抚顺目前公有两条国家级高速公路：G91辽中地区环线高速公路和G1212沈吉高速公路。两条省级高速公路：S10抚通高速公路和S13永桓高速公路。
改革开放以来，抚顺公路运输事业得到迅速发展。到1992年底，全市公路总里程达2648公里，晴雨通车里程1803公里，黑色路面411公里，二级以上公路68公里，占总里程2.6％，公路密度为每平方公里24.4公里。全地区1096个村屯，通公路的有942个，占村屯总数的85.9％。全市67个乡镇，通柏油路的有29个，占乡镇总数的43.3％。
与沈大、黑大公路相连接的沈抚公路，加之5条省级公路，连接着抚顺四周的5个市、10个县（区），形成抚顺交通的“骨架”，109条县乡公路和10条专用公路分布在全地区，形成一个内连辽宁、外延东北、纵横交错、四通八达的交通网络。1973年建成的全国第一条一级公路——沈抚公路，从1991年开始逐渐改建成为沈阳过境绕城公路干线。从抚顺市中心南站经过沈阳四环高速公路到沈阳桃仙机场仅47.2公里，用时可达1小时。1992年建成的国家二级公路施南线（顺城区施家沟至新宾满族自治县南杂木），已成为抚顺东部山区的交通中枢和经济动脉。2018年，辽中环线高速公路贯通，更是方便了居民的出行。